# Daniel Barbier
Pour les articles homonymes, voir Barbier.
Daniel Barbier (10 décembre 1907 - 1er avril 1965) est un astronome français. Ses travaux d'étude portent sur les atmosphères stellaires et les éclipses lunaires. Il a également travaillé sur les phénomènes se produisant dans la haute atmosphère, tels les aurores boréales et la lumière zodiacale. Il a étudié la classification stellaire avec les astrophysiciens Renée Canavaggia et Daniel Chalonge.

## Relations d'Eddington-Barbier
La contribution la plus fameuse de Daniel Barbier est liée à ses travaux dans le domaine de la physique des atmosphères stellaires, le transfert de rayonnement et la spectroscopie. En effet, son nom est resté dans les relations d'Eddington-Barbier en astrophysique. Celles-ci expriment le lien entre, d'une part, l'intensité spécifique et, d'autre part, le flux émergent et la valeur de la « fonction source »[Quoi ?] dans l'atmosphère à certaines profondeurs optiques caractéristiques, respectivement 1 (le long de la ligne de visée, pour l'intensité spécifique) et 2/3 pour le flux[réf. incomplète].
Bien que souvent mal cité[Comment ?], ce résultat figure encore dans la très grande majorité des cours et des ouvrages traitant du transfert de rayonnement et des atmosphères stellaires.
Il est aussi l'auteur d'un ouvrage intitulé "Les atmosphères stellaires" paru en 1951 chez Flammarion.

## Reconnaissance
Un cratère lunaire porte aujourd'hui son nom.